# Łazarz Murmański
Łazarz Murmański (zm. 1391 nad jeziorem Onega) – święty mnich Rosyjskiego Kościoła Prawosławnego.
Był z pochodzenia Grekiem, śluby monastyczne złożył w jednym z klasztorów Konstantynopola. Już jako mnich udał się do Niżnego Nowogrodu w celu opisania znajdujących się tam cerkwi prawosławnych. Ostatecznie nigdy nie wrócił do ojczyzny, lecz został misjonarzem wśród Chantów, nad jeziorem Onega.
Jego ascetyczne życie sprawiło, że znalazł wielu naśladowców i uczniów, wśród których byli inni późniejsi święci prawosławni: Eleazar i Nazariusz Ołonieccy, twórcy klasztoru św. Jana Chrzciciela na wyspie Murma na jeziorze Onega. Sam Łazarz również założył klasztor, którego przełożonym pozostawał do śmierci w 1391. Za życia przypisywano mu zdolność czynienia cudów, w tym dokonanie uzdrowienia niewidomego chłopca.